# Двойново
Двойново — деревня в Меленковском районе Владимирской области России, входит в состав Илькинского сельского поселения.

## География
Деревня расположена в 16 км на юг от Меленок.

## История
Деревня Двойная отмечена на картах XVIII века. 
В 1904 году деревня входила в состав Лехтовской волости Меленковского уезда Владимирской губернии и имела 100 дворов при численности населения 683 чел.
С 1929 года деревня являлась центром Двойновского сельсовета Меленковского района, с 1954 года — в составе Илькинского сельсовета, с 2005 года — в составе Илькинского сельского поселения.

## Население
| 1859 | 1897 | 1905 | 1926 | 2002 | 2010 | 2021 |
| ---- | ---- | ---- | ---- | ---- | ---- | ---- |
| 409  | ↗637 | ↗683 | ↗944 | ↘312 | ↘256 | ↘206 |

## Транспорт и связь
Деревню обслуживает сельское отделение почтовой связи Илькино (индекс 602131).